# Церковь Рождества Богородицы (Рождественское)
Церковь Рождества Богородицы — православный храм и памятник архитектуры местного значения в Рождественском.

## История
Решением исполкома Черниговского областного совета народных депутатов от 26.06.1989 № 130 присвоен статус памятник архитектуры местного значения с охранным № 58-Чг под названием Церковь Рождества Богородицы. Установлена информационная доска.

## Описание
Церковь Рождества Христова — пример каменной культовой архитектуры конца XVIII века на Черниговщине, сочетающий стилистические черты барокко и классицизма. Построена в период 1796 году по заказу П. М. Юркевича. Северо-западнее храма расположена отдельно стоящая колокольня.
Каменный, одноглавый, башнеобразный, близкий к тетраконховому типу — центрический храм с четырёхлепестковым планом. Но вместо примыкающих 4 апсид, к квадратному внутреннему подкупольному помещению примыкает три прямоугольных рамена (с запада, севера и юга) и одна полукруглая апсиды с востока — все ниже основного объёма. Грани основного объёма завершаются фронтонами. Над основным объёмом возвышается восьмигранная башня (восьмерик) под куполом с глухим фонариком и луковичной главкой. Вместо оконных проёмов, барабан имеет ниши (чередуются остеклённые и глухие) в виде «креста». Имеет три входа (все в раменах), со стороны главного западного входа имеется тамбур-пристройка.
Фасад насыщен декором, например пилястрами. В интерьере сохранились фрагменты росписи на стенах XVIII-XIX веков.